# Australie aux Jeux olympiques d'été de 1956
L'Australie participe aux Jeux olympiques d'été de 1956 à Melbourne en Australie. 294 athlètes australiens, 250 hommes et 44 femmes, ont participé à 140 compétitions dans 18 sports. Ils y ont obtenu 35 médailles : 13 d'or, 8 d'argent et 14 de bronze.

## Médailles
| Médaille | Discipline  | Épreuve                            | Athlète | Performance | Date |
| -------- | ----------- | ---------------------------------- | --- | ----------- | ---- |
| Or       | Athlétisme  | 100 mètres femmes                  | Betty Cuthbert |             |      |
| Or       | Athlétisme  | 200 mètres femmes                  | Betty Cuthbert |             |      |
| Or       | Athlétisme  | 80 mètres haies femmes             | Shirley Strickland |             |      |
| Or       | Athlétisme  | 4 × 100 mètres femmes              | Norma Croker Betty Cuthbert Fleur Mellor Shirley Strickland                                                                |             |      |
| Or       | Cyclisme    | Tandem                             | Ian Browne Tony Marchant                                                                                                   |             |      |
| Or       | Natation    | 100 mètres nage libre hommes       | Jon Henricks |             |      |
| Or       | Natation    | 400 mètres nage libre hommes       | Murray Rose |             |      |
| Or       | Natation    | 1500 mètres nage libre hommes      | Murray Rose |             |      |
| Or       | Natation    | 100 mètres dos hommes              | David Theile |             |      |
| Or       | Natation    | 4 × 200 m nage libre hommes        | Kevin O'Halloran John Devitt Murray Rose Jon Henricks                                                                      |             |      |
| Or       | Natation    | 100 mètres nage libre femmes       | Dawn Fraser |             |      |
| Or       | Natation    | 400 mètres nage libre femmes       | Lorraine Crapp |             |      |
| Or       | Natation    | 4 × 100 m nage libre femmes        | Dawn Fraser Faith Leech Sandra Morgan Lorraine Crapp                                                                       |             |      |
| Argent   | Athlétisme  | 4 × 400 mètres hommes              | Graham Gipson Kevan Gosper Leon Gregory David Lean                                                                         |             |      |
| Argent   | Athlétisme  | Saut en hauteur hommes             | Charles Porter |             |      |
| Argent   | Natation    | 100 mètres nage libre hommes       | John Devitt |             |      |
| Argent   | Natation    | 100 mètres dos hommes              | John Monckton |             |      |
| Argent   | Natation    | 100 mètres nage libre femmes       | Lorraine Crapp |             |      |
| Argent   | Natation    | 400 mètres nage libre femmes       | Dawn Fraser |             |      |
| Argent   | Aviron      | Skiff                              | Stuart Mackenzie |             |      |
| Argent   | Voile       | Sharpie 12 m2                      | Roland Tasker John Scott                                                                                                   |             |      |
| Bronze   | Athlétisme  | 100 mètres hommes                  | Hector Hogan |             |      |
| Bronze   | Athlétisme  | 1500 mètres hommes                 | John Landy |             |      |
| Bronze   | Athlétisme  | 10000 mètres hommes                | Allan Lawrence |             |      |
| Bronze   | Athlétisme  | 100 mètres femmes                  | Marlene Mathews |             |      |
| Bronze   | Athlétisme  | 200 mètres femmes                  | Marlene Mathews |             |      |
| Bronze   | Athlétisme  | 80 mètres haies femmes             | Norma Thrower |             |      |
| Bronze   | Cyclisme    | Vitesse                            | Dick Ploog |             |      |
| Bronze   | Natation    | 100 mètres nage libre hommes       | Gary Chapman |             |      |
| Bronze   | Natation    | 100 mètres nage libre femmes       | Faith Leech |             |      |
| Bronze   | Aviron      | Deux de couple                     | Murray Riley, Mervyn Wood                                                                                                  |             |      |
| Bronze   | Aviron      | Huit                               | Michael Aikman Fred Benfield David Boykett Brian Doyle James Howden Walter Howell Garth Manton Adrian Monger Harold Hewitt |             |      |
| Bronze   | Voile       | 5,5 mètres JI                      | Jock Sturrock Devereaux Mytton Douglas Buxton                                                                              |             |      |
| Bronze   | Canoë-kayak | 10 000 mètres kayak biplace hommes | Dennis Green Walter Brown                                                                                                  |             |      |
| Bronze   | Boxe        | Poids welters (-67 kg)             | Kevin Hogarth |             |      |